# Korona Pahlawich

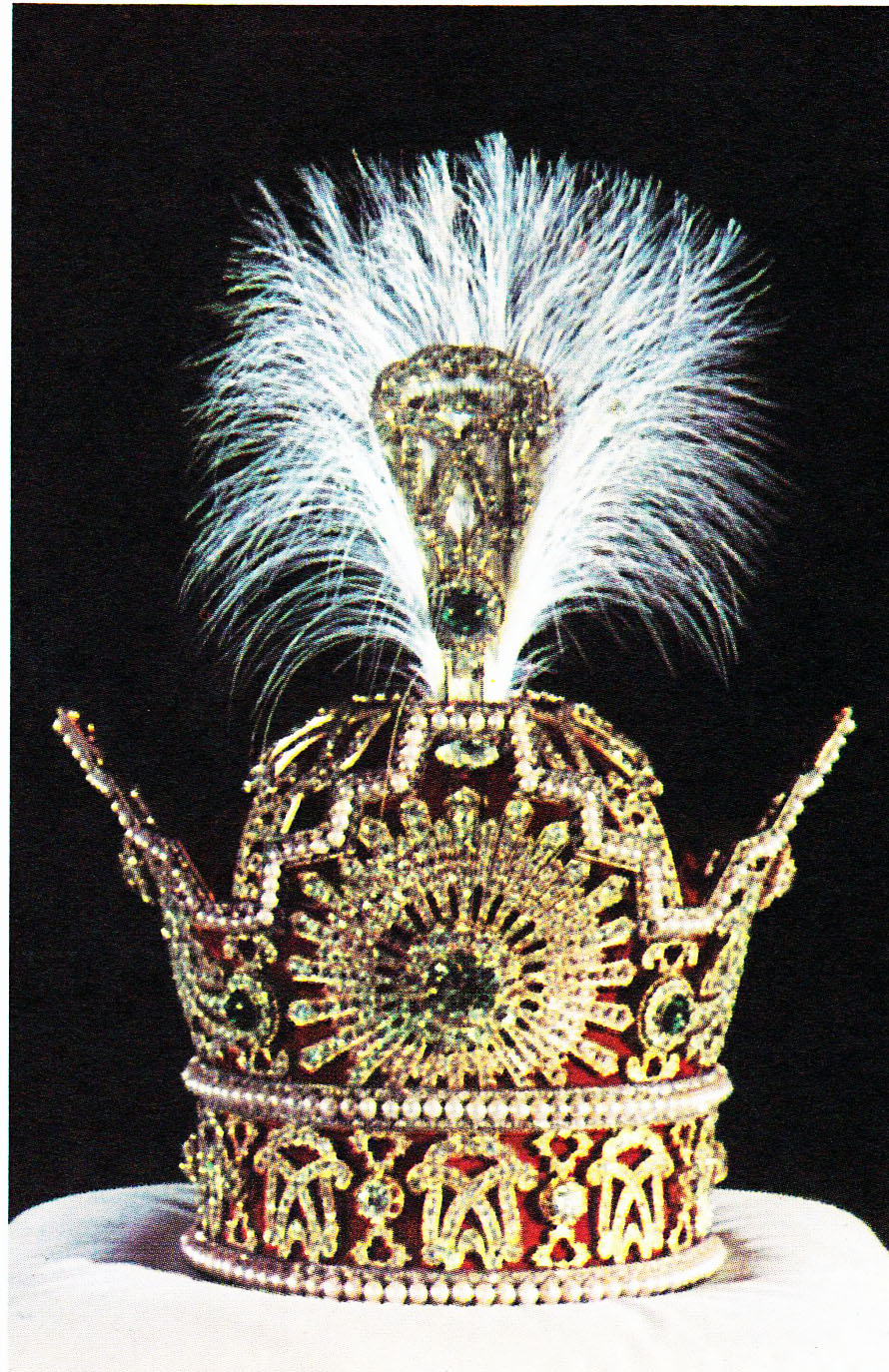
Korona Pahlawich z 1926 roku

Korona Pahlawich – ozdobne nakrycie głowy perskich szachów, insygnium koronacyjne cesarzy Iranu z dynastii Pahlawich. Przechowywane obecnie w skarbcu Irańskiego Banku Państwowego (Bank Markazi Iran) w Teheranie.
Wykonanie jej zlecił w pierwszym roku swojego panowania Reza Szach Pahlawi, który rządził w Iranie w latach 1925–1941.
Korona została zrobiona przez jubilera Haj Serajeddina na wzór starożytnych koron władców perskich z dynastii Sasanidów i posłużyła jako insygnium koronacyjne szachinszachów w 1926 i 1967 roku. Składa się z czerwonego zamszowego czepca o schodkowej formie, bogato dekorowanego we wzory orientalne ułożone ze złota, srebra, 2 szafirów, 5 szmaragdów, 368 pereł i 3380 diamentów.
Koronę zdobią cztery diamentowe pola ułożone w promieniste aureole, z których najwspanialsza jest strona czołowa, w centrum której znajduje się 60 karatowy żółty diament.
Insygnium to zwieńczone jest pióropuszem z białych piór osadzonym na diamentowej konstrukcji w kształcie kwiatu lotosu (symbol Sasanidów), której podstawę stanowi wspaniały kulisty szmaragd.